# BS時代劇
BS時代劇（ビーエス・じだいげき）は、NHK BSプレミアム→BSプレミアム4K・BSで2011年4月3日から放送されている時代劇の番組シリーズ枠。

## 放送時間
- 2011年度：日曜日 18時45分 - 19時28分（再放送：土曜日 11時 - 11時43分）
- 2012年度 - 2022年度：金曜日 20時 - 20時43分（再放送：日曜日 18時45分 - 19時28分）
- 2023年度：金曜日 19時30分 - 20時15分（再放送：日曜日 18時45分 - 19時30分）
- 2024年度 - ：日曜日 18時45分 - 19時28分（再放送：金曜日 19時30分 - 20時13分）

## 概要
NHKでは史実を忠実に再現して描く「大河ドラマ」と、娯楽性を重視した「土曜時代劇」の2大時代劇を形成してきたが、2011年のデジタル放送完全移行を念頭に置いたテレビの全体的な編成の見直しで、地上波での「土曜時代劇」の放送を2011年3月で終了し、事実上その機能をBSプレミアムに移行して放送を開始した。放送時間も、大河ドラマ先行放送（地上波・NHK総合の2時間先行）に続く日曜 18時45分 - 19時30分（再放送次週土曜 11時 - 11時45分）とし、大河ドラマと併せて時代劇ゾーンを形成したが、2012年4月の『陽だまりの樹』からは放送時間が金曜 20時 - 20時45分（再放送 日曜18時45分 - 19時30分）に変更された。海外向けのNHKワールド・プレミアムではBSプレミアム初回放送翌日の4月4日から月曜 22時 - 22時45分（再放送翌日の火曜 10時5分 - 10時50分）に放送された。
初回シリーズ『新選組血風録』は解説放送が行われなかったが、第2シリーズ『テンペスト』からは解説放送（デジタルステレオ2。作品によりないものもある）が行われた。その後、解説放送は廃止されていたが（地上波で放送するときは解説を新規追加）、『大富豪同心』より復活した。
当初、地上波での放送は行われなかったが、2012年4月以降地上波での放送も行われるようになった。放送時間は『新選組血風録』が日曜13時台、『テンペスト』が木曜22時台、2012年度後期の『薄桜記』からは正式に木曜20時からの定時放送に昇格。しかし、2013年度9月以後の総合木曜20時台は再びオリジナル作品の放送を開始したため、BS時代劇の地上波放送は行われなくなった。2014年度以後は、この逆でBS時代劇の枠において、過去に放送された木曜時代劇を含む地上波の娯楽時代劇の枠のアンコールも随時実施されている。またその逆で、2018年度以後、地上波総合の『土曜時代ドラマ』（土曜18時5分枠）において、過去の当番組で放送された作品の再編集版が随時放送されているが、『土曜時代ドラマ』においては、2019年1月期以後、当枠の再編集・再構成されたものだけとなり、地上波オリジナルの放送は途絶えたままであり、事実上新作は再びBSに移譲した格好になっている（なお総合での時代劇は2022年4月から、日曜早朝6時台に過去作を主体としたアンコール『特選!時代劇』になっている）。
2023年12月1日に実施のBS放送波再編に伴い、同月放送開始の『あきない世傳 金と銀』からNHK BS並びにNHK BSプレミアム4Kにて放送している。

## 放送作品
※は後に地上波で放送。細字はアンコール放送。特記の無いものはNHK放送センター自主制作。

### 2010年代前半（2011年 - 2014年）
2011年
- 新選組血風録（4月3日 - 6月19日、全12回、原作：司馬遼太郎）※ - 主演：永井大
- テンペスト（7月17日 - 9月18日、全10回、原作：池上永一）※ - 主演：仲間由紀恵
- 塚原卜伝（10月2日 - 11月13日、全7回、原作：津本陽『塚原卜伝十二番勝負』）※ - 主演：堺雅人

2012年
- 陽炎の辻〜居眠り磐音 江戸双紙〜（1月15日 - 3月25日、全11回、原作：佐伯泰英『居眠り磐音 江戸双紙』） - 主演：山本耕史
- 陽だまりの樹（4月6日 - 6月22日、全12回、原作：手塚治虫） - 主演：市原隼人・成宮寛貴（制作・NHKエンタープライズ、テレパック）
- 薄桜記（7月13日 - 9月21日、全11回、原作：五味康祐）※ - 主演：山本耕史（制作・NHKエンタープライズ）
- 猿飛三世（10月12日 - 11月30日、全8回）※ - 主演：伊藤淳史（制作・NHK大阪放送局）

2013年
- 火怨・北の英雄 アテルイ伝（1月11日 - 2月1日、全4回、原作：高橋克彦『火怨 北の耀星アテルイ』）※ - 主演：大沢たかお（制作・NHKエンタープライズ）
- 妻は、くノ一（4月5日 - 5月24日、全8回、原作：風野真知雄）※ - 主演：市川染五郎（制作・NHKエンタープライズ 製作協力・松竹）
- 酔いどれ小籐次（6月21日 - 9月13日、全13回、原作：佐伯泰英） - 主演：竹中直人（制作・NHKエンタープライズ）
- 雲霧仁左衛門（10月4日 - 11月8日、全6回、原作：池波正太郎） - 主演：中井貴一（制作・NHK・松竹）
- 大岡越前 第1回 - 第6回（11月15日 - 12月20日、全9回） - 主演：東山紀之（製作・NHKエンタープライズ、C.A.L）

2014年
- 大岡越前 第7回 - 最終回（1月10日 - 1月24日、全9回） - 主演：東山紀之（製作・NHKエンタープライズ、C.A.L）
- 柳生十兵衛七番勝負（1月31日 - 3月21日 全7回、原作：津本陽） - 主演：村上弘明
- 神谷玄次郎捕物控（4月4日 - 5月2日、全5回、原作：藤沢周平） - 主演：高橋光臣
- 妻は、くノ一 〜最終章〜（5月23日 - 6月20日、全5回、原作：風野真知雄） - 主演：市川染五郎（制作・NHKエンタープライズ 製作協力・松竹）
- 秘太刀 馬の骨（6月27日 - 7月25日 全6回、原作：藤沢周平） - 主演：内野聖陽
- はんなり菊太郎〜京・公事宿事件帳〜（8月15日 - 9月21日 全6回、原作：澤田ふじ子『公事宿事件書留帳』） - 主演：内藤剛志
- 大岡越前2（10月3日 - 12月5日、全10回） - 主演：東山紀之（製作・NHKエンタープライズ、C.A.L）
- 雲霧仁左衛門（12月12日 - 2015年1月30日、全6回、原作：池波正太郎） - 主演：中井貴一（制作：NHK・松竹）

### 2010年代後半（2015年 - 2019年）
2015年
- 雲霧仁左衛門2（2月6日 - 3月27日、全8回、原作：池波正太郎） - 主演：中井貴一（制作：NHK・松竹）
- 神谷玄次郎捕物控2（4月3日 - 5月22日、全8回、原作：藤沢周平） - 主演：高橋光臣（制作：NHK・松竹）
- 風の果て（5月29日 - 7月17日、全8回） - 主演：佐藤浩市
- 一路（7月31日 - 9月25日、全9回、原作：浅田次郎） - 主演：永山絢斗（制作：NHKエンタープライズ・NHK・松竹）
- はんなり菊太郎〜2京・公事宿事件帳〜（10月15日 - 11月6日 全6回、原作：澤田ふじ子『公事宿事件書留帳』） - 主演：内藤剛志
- 子連れ信兵衛（11月13日 - 12月18日、全6回、原作：山本周五郎『人情裏長屋』） - 主演：高橋克典（制作：NHKエンタープライズ、C.A.L、NHK）

2016年
- 大岡越前3（1月15日 - 3月4日、全8回） - 主演：東山紀之（製作・NHKエンタープライズ、C.A.L）
- 最後の忠臣蔵（4月1日 - 5月6日、全6回、原作：池宮彰一郎） - 主演：上川隆也
- 立花登青春手控え（5月13日 - 7月1日、全8回、原作：藤沢周平『獄医立花登手控え』） - 主演：溝端淳平（制作：NHKエンタープライズ・NHK・松竹）
- 伝七捕物帳（7月15日 - 9月9日、全9回、原作：陣出達朗） - 主演：中村梅雀（制作：NHKエンタープライズ、ユニオン映画）
- 妻は、くノ一（9月16日 - 11月4日、全8回、原作：風野真知雄） - 主演：市川染五郎（制作・NHKエンタープライズ 製作協力・松竹）
- 子連れ信兵衛2（11月11日 - 12月23日、全7回、原作：山本周五郎『人情裏長屋』） - 主演：高橋克典

2017年
- 雲霧仁左衛門3（1月6日 - 2月24日、全8回、原案：池波正太郎） - 主演：中井貴一（製作：NHK・松竹）
- 五瓣の椿（3月3日 - 3月31日、全5回、原作：山本周五郎） - 主演：国仲涼子
- 立花登青春手控え2（4月7日 - 5月26日、全8回、原作：藤沢周平『獄医立花登手控え』） - 主演：溝端淳平（制作：NHKエンタープライズ・NHK・松竹）
- 伝七捕物帳（6月2日 - 7月28日、全9回、原作：陣出達朗） - 主演：中村梅雀（制作：NHKエンタープライズ、ユニオン映画）
- 伝七捕物帳2（8月4日 - 9月22日、全8回、原作：陣出達朗） - 主演：中村梅雀（制作：NHKエンタープライズ、ユニオン映画）
- 神谷玄次郎捕物控（9月29日 - 10月27日、全5回、原作：藤沢周平） - 主演：高橋光臣
- 赤ひげ（11月3日 - 12月22日、全8回、原作：山本周五郎『赤ひげ診療譚』） - 主演：船越英一郎（制作：ホリプロ、NHKエンタープライズ）

2018年
- 大岡越前4（1月12日 -3月2日 、全8回） - 主演：東山紀之（製作・NHKエンタープライズ、C.A.L）
- 子連れ信兵衛（3月9日 - 4月13日、全6回、原作：山本周五郎『人情裏長屋』） - 主演：高橋克典（制作：NHKエンタープライズ、C.A.L、NHK）
- 鳴門秘帖（4月20日 - 6月22日、全10回） - 主演：山本耕史（製作・NHKエンタープライズ、C.A.L）
- 一路（6月29日 - 8月24日、全9回、原作：浅田次郎） - 主演：永山絢斗（制作：NHKエンタープライズ・NHK・松竹）
- 雲霧仁左衛門4（9月7日 - 10月19日、全7回、原案：池波正太郎） - 主演：中井貴一（製作：NHK・松竹）
- 立花登青春手控え3（11月9日 - 12月21日、全7回、原作：藤沢周平『獄医立花登手控え』） - 主演：溝端淳平（制作：NHKエンタープライズ・NHK・松竹）

2019年
- 小吉の女房（1月11日 - 3月1日、全8回） - 主演：沢口靖子
- 大岡越前（3月8日 - 5月3日、全9回） - 主演：東山紀之（製作・NHKエンタープライズ、C.A.L）
- 大富豪同心（5月10日 - 7月12日、全10回、原作：幡大介） - 主演：中村隼人
- 螢草 菜々の剣（7月26日 - 9月6日、全7回、原作：葉室麟） - 主演：清原果耶
- 子連れ信兵衛2（9月13日 - 10月25日、全7回、原作：山本周五郎『人情裏長屋』） - 主演：高橋克典
- 赤ひげ2（11月1日 - 12月20日、全8回、原作：山本周五郎） - 主演：船越英一郎

### 2020年代前半（2020年 - 2024年）
2020年
- 大岡越前5（1月10日 -  2月21日、全7回） - 主演：東山紀之（製作・NHKエンタープライズ、C.A.L）
- 鳴門秘帖（2月28日 - 5月1日、全10回） - 主演：山本耕史（製作・NHKエンタープライズ、C.A.L）
- 妻は、くノ一（5月15日 - 7月3日、全8回、原作：風野真知雄） - 主演：松本幸四郎（制作・NHKエンタープライズ 製作協力・松竹）
- 妻は、くノ一 〜最終章〜（7月12日 - 8月16日、全5回、原作：風野真知雄） - 主演：松本幸四郎（制作・NHKエンタープライズ 製作協力・松竹）
- 鞍馬天狗（8月28日 - 10月16日、全8回、原作：大佛次郎） - 主演：野村萬斎（制作：NHK大阪放送局）
- 赤ひげ3（10月23日 - 12月4日、全7回、原作：山本周五郎） - 主演：船越英一郎
- 明治開化 新十郎探偵帖（12月11日 - 2021年2月5日、全8回、原作：坂口安吾『明治開化 安吾捕物帖』） - 主演：福士蒼汰

2021年
- 雲霧仁左衛門（2月19日 - 3月26日、全6回、原作：池波正太郎） - 主演：中井貴一（制作・NHK・松竹）
- 小吉の女房2（4月2日 - 5月14日、全7回） - 主演：沢口靖子
- 大富豪同心2（5月28日 - 7月23日、全9回、原作：幡大介） - 主演：中村隼人
- 神谷玄次郎捕物控（8月13日 - 9月10日、全5回、原作：藤沢周平） - 主演：高橋光臣（製作：NHK・松竹）
- 雲霧仁左衛門4（9月17日 - 10月29日、全7回、原案：池波正太郎） - 主演：中井貴一（製作：NHK・松竹）
- 剣樹抄〜光圀公と俺〜（11月5日 - 12月24日、全8回、原作：冲方丁『剣樹抄』） - 主演：山本耕史

2022年
- 雲霧仁左衛門5（2020年8月 - 〈→ 放送延期〉→1月14日 - 3月4日、全8回、原案：池波正太郎） - 主演：中井貴一（製作：NHK・松竹）
- 大岡越前5（3月18日 - 4月30日、全7回） - 主演：東山紀之（製作・NHKエンタープライズ、C.A.L）
- 大岡越前6（5月13日 - 7月1日、全8回） - 主演：東山紀之（製作・NHKエンタープライズ、C.A.L）
- 善人長屋（7月8日 - 8月26日、全8回、原作：西條奈加） - 主演：中田青渚
- 赤ひげ3（9月9日 - 10月21日、全7回、原作：山本周五郎） - 主演：船越英一郎
- 赤ひげ4（11月4日 - 12月23日、全8回、原作：山本周五郎） - 主演：船越英一郎

2023年
- ぼんくら（1月13日 - 3月17日、全10回、原作：宮部みゆき） - 主演：岸谷五朗
- かぶき者 慶次（4月7日 - 6月16日、全11回、原作：火坂雅志） - 主演：藤竜也
- 大富豪同心3（6月23日 - 8月11日、全8回、原作：幡大介） - 主演：中村隼人
- 雲霧仁左衛門6（8月25日 - 10月13日、全8回、原案：池波正太郎） - 主演：中井貴一（製作：NHK・松竹）
- ゆうれい、貸します〜お染・恋の七変化〜（2023年10月20日 - 11月17日、全5回、原作：山本周五郎）
- あきない世傳 金と銀（12月8日 - 2024年2月2日、全8回、原作：髙田郁） - 主演：小芝風花

2024年
- 鳴門秘帖（4月7日 - 6月9日、全10回、原作：吉川英治） - 主演：山本耕史（製作・NHKエンタープライズ、C.A.L）
- 大岡越前7（6月23日 - 8月11日、全8回） - 主演：高橋克典（製作・NHKエンタープライズ、C.A.L）
- またも辞めたか亭主殿〜幕末の名奉行・小栗上野介〜（8月18日 - 8月25日、全2回、原作：大島昌宏） - 主演：岸谷五朗
- おいち不思議がたり（9月1日 - 10月20日、全8回、原作：あさのあつこ） - 主演：葵わかな
- 小吉の女房（10月27日 - 12月15日、全8回） - 主演：沢口靖子

### 2020年代後半（2025年 - ）
2025年
- 雲霧仁左衛門ファイナル（1月5日 - 2月23日、全8回、原案：池波正太郎） - 主演：中井貴一（製作：NHK・松竹）
- あきない世傳 金と銀2（4月6日 - 5月25日、全8回、原作：髙田郁） - 主演：小芝風花
- 大岡越前8（6月8日 - 7月27日、全8回） - 主演：高橋克典（製作・NHKエンタープライズ、C.A.L）

2026年
- 浮浪雲（全8回、原作：ジョージ秋山） - 主演：佐々木蔵之介